# Clube Atlético Paraíso
O Clube Atlético Paraíso, mais conhecido como Atlético Paraíso ou apenas C.A.P é um clube de futebol brasileiro, da cidade de Paraíso do Tocantins, fundado em 1975 no estado do Tocantins. Suas cores são: verde e branco.

## História
O Clube Atlético Paraíso, ou apenas Atlético Paraíso, foi fundado em 1975.
O clube foi mantido por 17 anos consecutivos e sua maior conquista aconteceu em 1981, quando foi campeão do IV Torneio de Integração do Norte. Disputou até então, três edições do Campeonato Tocantinense de Futebol: 1989, 1990 e 1991.
Em 2006, o projeto de criar uma equipe única e mais forte para representar o município de Paraíso do Tocantins acabou ocasionanto a baixa da equipe do Atlético Paraíso junto a Federação Tocantinense de Futebol juntamente com o Intercap Esporte Clube, o que resultou no nascimento do Paraíso Esporte Clube.
Em 2022, a equipe profissional do Atlético Paraíso voltou a ativa e disputou o Campeonato Tocantinense de Futebol de 2022 - Segunda Divisão.